# Vsevolod Abramovič
Vsevolod Mihajlovič Abramovič (rus. Всеволод Михайлович Абрамович, 1887. – 1913.), ruski pilot i konstruktor zrakoplova iz razdoblja stvaranja ruskog zrakoplovstva. 
Usavršio je biplan na kojemu je postigao mnoge svjetske i državne rekorde. S jednim je putnikom 1912. godine preletio je 1500 km između Berlina i Sankt-Peterburga. U opis tog leta naslovljenom Moj let iz Berlina u Peterburg, 1912. (Мой перелёт из Берлина в петербург, 1912.), ukazao je na probleme letenja na dugim relacijama i   Poginuo je tijekom školskog leta u Njemačkoj, 1913. godine.